# 309
Період тетрархії у Римській імперії. У Китаї править династія Західна Цзінь, в Японії триває період Ямато. У Персії править династія Сассанідів.
На території лісостепової України Черняхівська культура. У Північному Причорномор'ї готи й сармати.

## Події
- У Римській імперії епідемія, можливо, сибірки.
- Євсевій стає 31-м папою римським. (можливо, що це сталося на рік пізніше)

## Померли
- Марцел I, папа римський (можливо, наступного року)
- Святий Адріан Ванейський
- Святий Памфил
- Святий Албан